# Ami Lullin

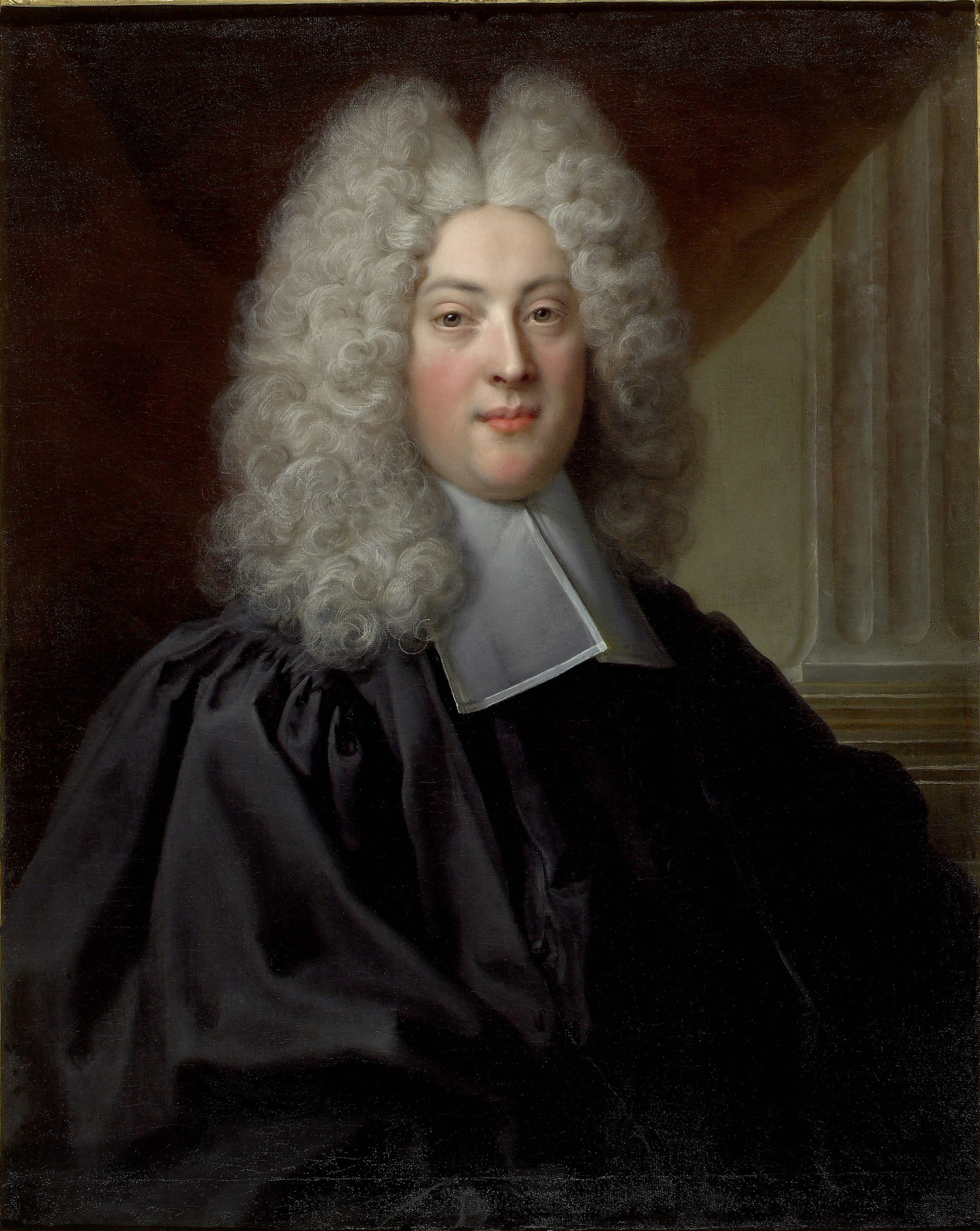
Ami Lullin (1720), gemalt von Nicolas de Largillière

Ami Lullin, auch Amédée Lullin (* 4. Mai 1695 in Genf; † 9. September 1756 ebenda), war ein Genfer evangelischer Geistlicher und Hochschullehrer.

## Leben

### Familie
Ami Lullin entstammte einer der ältesten Genfer Familien und war der Sohn des Kaufmanns und Bankiers Jean-Antoine Lullin (* 3. April 1666 in Genf; † 9. Oktober 1709 in Lyon) und dessen Ehefrau Anne-Madeleine (* 1668 in Genf; † 5. August 1729 ebenda), Tochter des Seidenfabrikanten David Camp (1628–1712); er hatte noch vier Geschwister. Sein Großvater war der Politiker Jean Lullin (1619–1676).
Er war seit 1724 mit Suzanne-Albertine (* 1706 in Genf; † 1. Juli 1778 ebenda), Tochter des François de Langes, preußischer Oberst und Gouverneur von Neuenburg, verheiratet; gemeinsam hatten sie drei Kinder:
- Marie Charlotte Lullin (* 1725 in Genf; † 21. Mai 1750 ebenda), verheiratet mit Jean Jaques André Boissier (1717–1766); ihre gemeinsame Tochter Albertine Amélie Boissier (1745–1817) war mit dem Naturforscher Horace Bénédict de Saussure verheiratet;
- Jean-Antoine Lullin (* 1726 in Genf; † 8. November 1745 ebenda);
- Antoine-Louis Lullin (* 1729 in Genf; † 7. April 1747 ebenda).

### Werdegang
Nach seinem Theologiestudium an der Académie de Genève wurde Ami Lullin 1726 ordiniert.
Von 1737 war er Professor für Kirchengeschichte an der Akademie in Genf und in dieser Zeit von 1753 bis zu seinem Tod deren Rektor.

### Berufliches und gesellschaftliches Wirken
Dank seines Vermögens und als Liebhaber von Handschriften und seltenen Büchern konnte Ami Lullin 1720 rund 80 wertvolle Manuskripte aus der Sammlung des Bibliophilen und Handschriftensammlers Alexandre Petau (1610–1672) in Paris erwerben, in der sich unter anderem auch ein Reisebericht von Philippe de Mézières befand sowie eine Handschrift mit einem Gedicht von Raoul Bollart († 1545) über den Sieg des Königs von Frankreich Louis XII. gegen die Venezianer befand.
Nachdem er seit 1742 der Direktion der Bibliothek der Akademie angehörte, vermachte er der Bibliothek seine Privatsammlung an Handschriften und Manuskripten, die später den Grundstock der Handschriftenabteilung der Bibliothèque de Genève bildete.

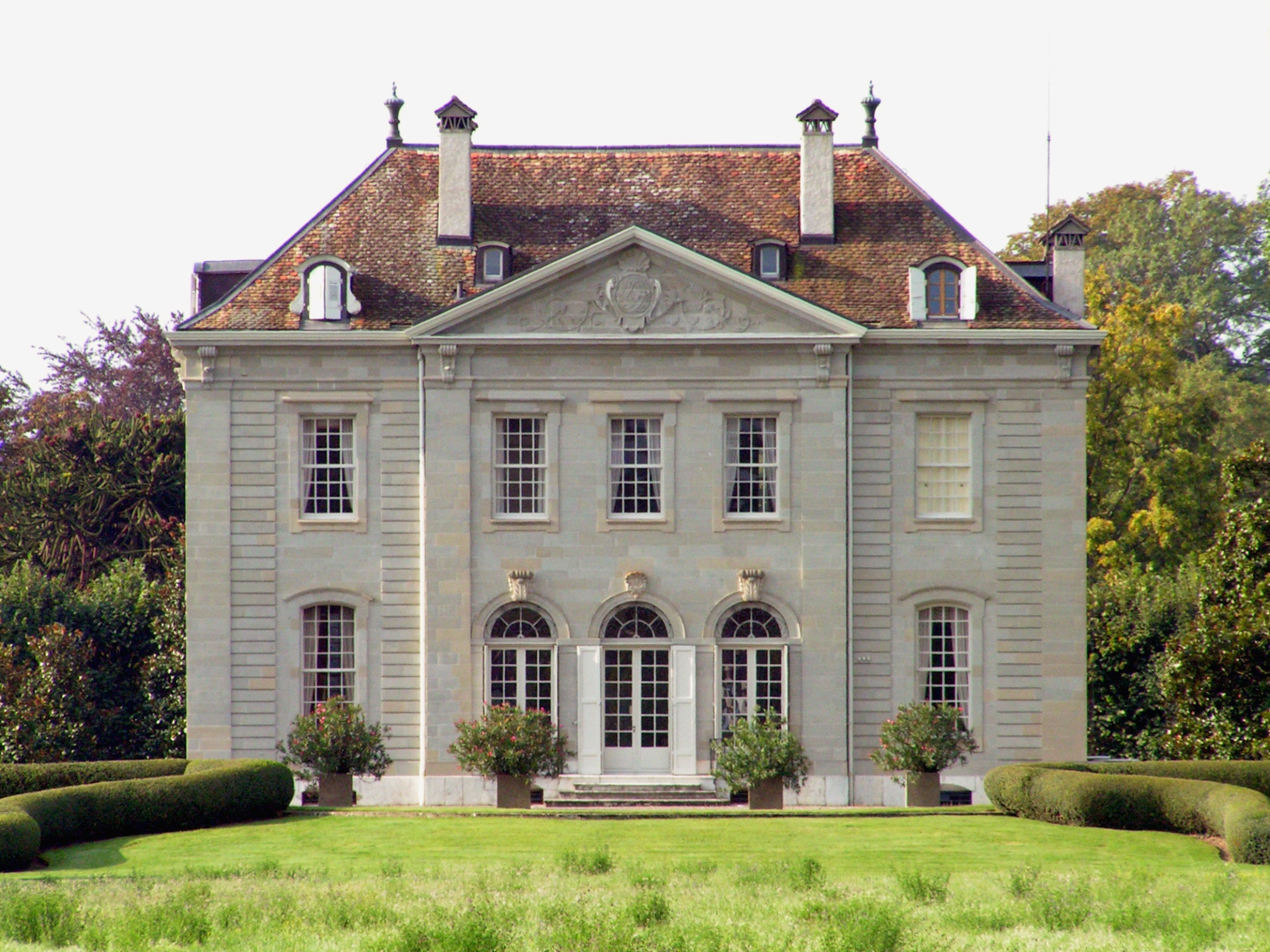
Landhaus in der Bucht Le Creux-de-Genthod

## Trivia
Noch vor seiner Hochzeit liess Ami Lullin 1723 in der Gemeinde Genthod eines der schönsten Genfer Landhäuser des 18. Jahrhunderts mit einem grossen Garten in der Bucht Le Creux-de-Genthod am Genfersee, nach den Plänen des französischen Architekten Jean-François Blondel, für sich bauen.

## Ehrungen und Auszeichnungen
In der Bibliothek von Genf wurde die Ausstellungshalle Espace Ami Lullin nach ihm benannt.

## Schriften (Auswahl)
- Bénédict Pictet; Jaques Fabri; Jacques Barrillot; Ami Lullin: Theses theologicae de praestantia et divinitate religionis christianae: dissertatio sexta. Genevae: typis Fabri et Barrillot, 1716.
- Jean-Alphonse Turrettini; Jaques Fabri; Jaques Barrillot; Ami Lullin: Disputatio theologica de veritate religionis judaicae. Genevae: Typis Fabri et Barrillot, 1717.
- Sermon sur l’impiété et la mondanité confondues. 1720.
- Sermons sur divers textes de l’Ecriture Sainte.
  - Band 1. Genf 1760.
  - Band 2. Genf 1767.